# Comtat de Knox (Texas)
El comtat de Knox és un dels 254 comtats de l'estat nord-americà de Texas. La seu del comtat és Benjamin, igual que la seva ciutat més gran. El comtat té una àrea de 2.216 km² (dels quals 17 km² estan coberts per aigua) i una població de 4.253 habitants, per a una densitat de població de 2 hab/km² (segons cens nacional de 2000). Aquest comtat va ser fundat en 1858. És un dels 46 comtats de Texas que prohibeixen la venda de begudes alcohòliques.

## Demografia
Per al cens de 2000, havien 4.253 persones, 1.690 caps de família, i 1.166 famílies residint al comtat. La densitat de població era de 5 habitants per milla quadrada.
La composició racial del comtat era:
- 74,35% blancs
- 6,91% negres o negres americans
- 1,08% nadius americans
- 0,24% asiàtics
- 0,09% illencs
- 14,77% altres races
- 2,56% de dos o més races.

Hi havien 1.690 caps de família, de les quals el 30,70% tenien menors de 18 anys vivint amb elles, el 56% eren parelles casades vivint juntes, el 9,90% eren dones cap de família monoparentals (sense cònjuge), i 31% no eren famílies.
La grandària mitjana d'una família era de 3,02 membres.
Al comtat el 27,70% de la població tenia menys de 18 anys, el 5,60% tenia de 18 a 24 anys, el 22,90% tenia de 25 a 44, el 21% de 45 a 64, i el 22,70 % eren majors de 65 anys. L'edat faig una mitjana de era de 40 anys. Per cada 100 dones hi havia 89,40 homes. Per cada 100 dones majors de 18 anys hi havia 87,80 homes.

## Economia
Els ingressos mitjans d'un cap de família del comtat eren de $25.453 i l'ingrés mitjà familiar era de $30.602. Els homes tenien uns ingressos mitjans de $25.571 enfront de $20.865 de les dones. L'ingrés per capita del comtat era de $13.443. El 17,10% de les famílies i el 22,90% de la població estaven sota la línia de pobresa. Del total de gent en aquesta situació, 35,20 % tenien menys de 18 i el 15,20% tenien 65 anys o més.